# Großer Ahornboden
Großer Ahornboden är en slätt i Österrike.   Den ligger i distriktet Schwaz och förbundslandet Tyrolen, i den västra delen av landet, 400 km väster om huvudstaden Wien.
Trakten runt Großer Ahornboden består i huvudsak av gräsmarker. Runt Großer Ahornboden är det ganska glesbefolkat, med 42 invånare per kvadratkilometer.